# 매슈 러시

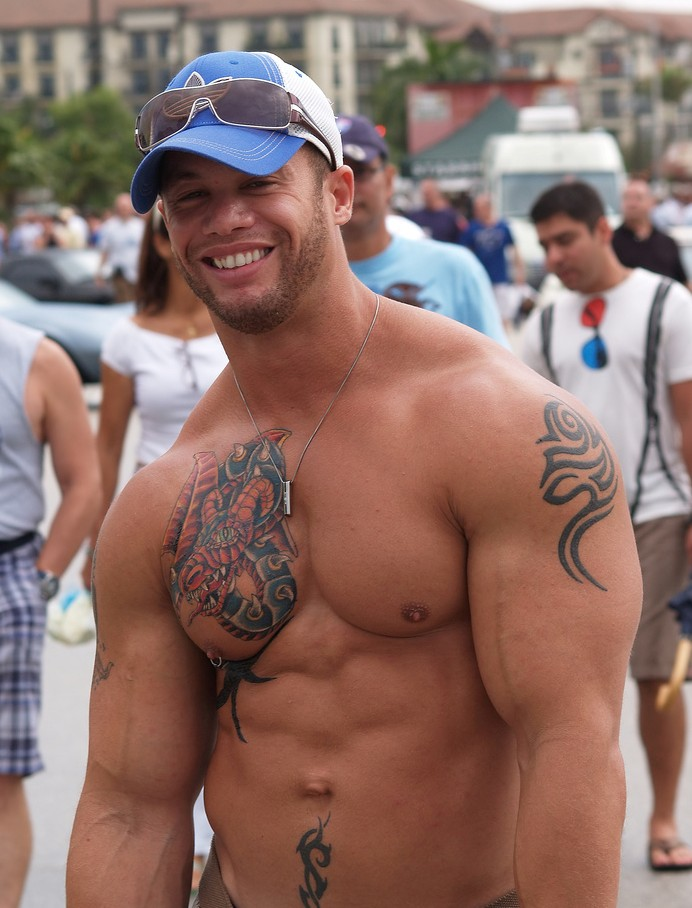

매슈 러시(Matthew Rush, 1972년 9월 22일 ~ )는 미국의 게이 포르노 배우이다. 보디빌더로도 활동하는데, 이땐 실명인 그레고리 그로브(Gregory Grove)라는 이름으로 활동한다.